# المقصقص

الباخمري هي أكلة يمنية (حضرمية) وهي عبارة عن نوع من أنواع المخبوزات ويتم صنعه من خلال خلط الدقيق الأبيض مع الماء والحليب
وقليل من السكر والخميرة ثم يترك يتخمر وبعضهم يضيف إليه حبة البركة أو مايسمى الحبة السوداء (كما يم اضافة القليل من الهيل لاضافة نكهة خاصة) ثم يقرص على هيئة اقراص صغيرة ويوضع في مقلاة عميقة مليئة بالزيت الحار ويقلى فنلاحظ انه ينتقخ قليلاً ويصير ذو لون ذهبي ويؤكل ساخنا مع الشاي العدني في الغالب يتناوله اليمنييون الحضارم على وجبة الإفطار أو في فترة العصر قبل المغرب كنوع من التصبيرة.
في الاونة الاخيرة، اشتهرت اكلة الباخمري بشكل كبير خصوصا في ثاني أنواع عيد الفطر حيث يجتمع الاهالي في هذا اليوم للاحتفال بالعيد والاستمتاع بالوجبة الشعبية. تحول هذا اليوم إلى احتفال شعبي يجتمع فيه الناس في ثاني أيام العيد في مدينة المكلا بساحل حضرموت لتناول الباخمري والاستمتاع بالأجواء الاحتفالية. 